# Гец, Иван Васильевич
Иван Васильевич Гец (1935 год, Иркутская область — 28 февраля 2007 года, Иркутск) — советский партийный и государственный деятель, первый секретарь окружкома Коммунистической партии Советского Союза Усть-Ордынского Бурятского округа (1985—1990).

## Биография
С 1953-го по 1954 год, после окончания средней школы, работал учителем семилетней школы Тулунского района.
С 1954-го по 1959 год — студент Иркутского сельскохозяйственного института.
После окончания института вся его жизнь была связана с сельским хозяйством: работал агрономом, главным агрономом, директором совхоза.
В 1970 году был избран вторым секретарем Заларинского РК КПСС, в 1973 году был избран первым секретарем Усть-Удинского РК КПСС.
В 1975 году окончил трехгодичную заочную высшую партийную школу при ЦК КПСС.
В 1985—1990 гг. — первый секретарь Усть-Ордынского Бурятского окружкома КПСС.
С 1990 по 1992 гг. работал заведующим отделом агропромышленного комплекса Иркутского облисполкома.
В марте 1992 года был избран председателем постоянной комиссии по сельскому хозяйству областного Совета народных депутатов. Далее работал в комитете по экономике администрации Иркутской области, консультантом орготдела и помощником депутата Законодательного собрания Иркутской области.
В 2001—2004 годах Иван Васильевич возглавил центр обучения и содействия трудоустройству службы занятости Иркутской области.

## Государственные награды
- Награждён двумя орденами Трудового Красного Знамени.
- Юбилейная медаль «За доблестный труд (За воинскую доблесть). В ознаменование 100-летия со дня рождения Владимира Ильича Ленина».